# 増尾興佑
増尾 興佑（ますお こうすけ、6月15日 - ）は、日本の男性声優。

## 人物
青森県出身。青森県立三本木農業高等学校、青二塾東京校II部14期卒業。2017年頃までは青二プロダクション（ジュニア）に所属していた。以降はフリーで活動。
趣味は音楽鑑賞、バスケットボール。特技は楽器：ベース、水泳。
資格・免許は小型車両系建設機械（3ｔ未満）、剣道段位三段。

### 後任・代役
フリーとなって以降は複数の持ち役を降板している。増尾の持ち役を引き継いだ人物は以下の通り。
| 後任     | 役名             | 概要作品                  | 後任の初担当作品                            |
| -------- | ---------------- | ------------------------- | ------------------------------------------- |
| 内田雄馬 | アキュラ         | 『蒼き雷霆 ガンヴォルト』 | 『白き鋼鉄のX THE OUT OF GUNVOLT』          |
| 草野太一 | 別役太一         | 『ワールドトリガー』      | 2ndシーズン                                 |
| 戸松拳也 | 仮面ライダーキバ | 「仮面ライダーシリーズ」  | 『仮面ライダー クライマックスファイターズ』 |

## 出演
太字はメインキャラクター。

### テレビアニメ
2014年
- ONE PIECE（2014年 - 2015年、兵士、部下、小人、おもちゃ、手下、男、ドフラ部下、市民、海兵）
- 暴れん坊力士!!松太郎（弟子、力士）
- くつだる。（ミツケ隊B〈第15話〉）

2015年
- ちびまる子ちゃん（男子A、男子〈2〉）
- ワールドトリガー（別役太一〈初代〉）

### 劇場アニメ
- ドラゴンボールZ 復活の「F」（2015年）

### OVA
- 蒼き雷霆 ガンヴォルト（2017年、アキュラ[16]）

### Webアニメ
- 美少女戦士セーラームーンCrystal（2015年、ドロイド兵[17]）

### ゲーム
2013年
- ドラゴンコレクション（カプリコーン）

2014年
- 蒼き雷霆 ガンヴォルト（2014年 - 2016年、アキュラ〈初代〉） - 2作品
- テイルズ オブ リンク（リュカ）

2016年
- 仮面ライダー バトライド・ウォー創生（仮面ライダーキバ）
- オール仮面ライダー ライダーレボリューション（仮面ライダーキバ）

2024年
- カルドアンシェル（アキュラ〈蒼き雷霆 ガンヴォルト 爪〉） - ライブラリ出演

### ドラマCD
- 蒼き雷霆 ガンヴォルト 爪（2017年、アキュラ[21]）
  - ストライカーパック限定版付属ドラマCD（2017年）
  - 機械仕掛けの儚夢（2017年）

### ラジオ
- LF みんなの作文（朗読）
- CV 〜キャスティングボイス〜 ラジオ（funラジオ：2014年3月20日 - 9月25日）

### インターネット配信番組
- バトスピ エクストリームゲーム（2019年 - 2020年、YouTube・LINE LIVE） - エイジス3 役

### その他
- シン・ゴジラ（声の出演）[22]

### シリーズ一覧
1. ↑  第1作品（2014年）、『爪』[19]（2016年）